# Ulex parviflorus
A Ulex parviflorus é uma espécie botânica com o nome vernacular de junco-da-provença, do gênero Ulex, família das  Fabaceae, e subfamília  das Faboideae.
É um arbusto espinhoso encontrado nas matas e terrenos degradados da região ocidental do Mediterrâneo : França ( principalmente na Provença), Espanha ( principalmente na Catalunha) e norte da África.
Habita preferencialmente solos calcários, silicosos, áridos e ensolarados.  É uma planta muito usada para recuperar terras degradadas, graças a capacidade das bactérias simbióticas  de regenerarem o solo, absorvendo o nitrogênio da atmosfera. Por sua rusticidade, também pode ser cultivada para evitar a erosão de  locais com muita inclinação e bastante expostas ao sol.
Cresce até 2 m de altura, porém geralmente  inferior a 1 m.  É  muito ramificado na base, caule canelado, folhas  praticamente ausentes substituídas por espinhos.  Os espinhos  são retos ou recurvados,  muito pontiagudos, especialmente o espinho terminal que pode atingir até 10 cm de comprimento.
As flores são hermafroditas  com uma inflorescência do tipo rácimo simples, de corolação amarela-dourada.   O cálice é amarelado, bilabiado, persistente, e ligeiramente  peludo (sobretudo no início da floração ). O tamanho da  corola não ultrapassa  a  1 cm. A polinização ocorre através dos insetos ( abelhas ).
O fruto é  um pequeno legume,  coberto de pêlos, contendo poucas sementes, de um comprimento que não excede ao cálice persistente. A dissiminação das sementes é feita pelas formigas.